# العلاقات السودانية الكازاخستانية
العلاقات السودانية الكازاخستانية هي العلاقات الثنائية التي تجمع بين السودان وكازاخستان.

## مقارنة بين البلدين
هذه مقارنة عامة ومرجعية للدولتين:
| وجه المقارنة                                              | السودان                     | كازاخستان                      |
| --------------------------------------------------------- | --------------------------- | ------------------------------ |
| المساحة (كم2)                                             | 1.89 مليون                  | 2.72 مليون                     |
| عدد السكان (نسمة)                                         | 40.53 مليون                 | 17.95 مليون                    |
| الكثافة السكانية (ن./كم²)                                 | 21.44                       | 6.6                            |
| العاصمة                                                   | الخرطوم                     | نور سلطان                      |
| اللغة الرسمية                                             | اللغة العربية، لغة إنجليزية | اللغة القازاقية، اللغة الروسية |
| العملة                                                    | جنيه سوداني                 | تينغ كازاخستاني                |
| الناتج المحلي الإجمالي (بليون دولار)                      | 117.49 مليار                | 159.41 مليار                   |
| الناتج المحلي الإجمالي (تعادل القوة الشرائية) بليون دولار | 176.55 مليار                | 439.39 مليار                   |
| الناتج المحلي الإجمالي الاسمي للفرد دولار أمريكي          | 2.41 ألف                    | 10.51 ألف                      |
| الناتج المحلي الإجمالي للفرد دولار أمريكي                 | 4.07 ألف                    | 24.23 ألف                      |
| مؤشر التنمية البشرية                                      | 0.479                       | 0.788                          |
| رمز المكالمات الدولي                                      | +249                        | +7                             |
| رمز الإنترنت                                              | سودان                       | .kz، .қаз ‏                     |
| المنطقة الزمنية                                           | ت ع م+03:00، ت ع م+02:00    | ت ع م+05:00، ت ع م+06:00       |

## منظمات دولية مشتركة
يشترك البلدان في عضوية مجموعة من المنظمات الدولية، منها:
| علم المنظمة | اسم المنظمة                               | تاريخ انضمام السودان | تاريخ انضمام كازاخستان |
| ----------- | ----------------------------------------- | -------------------- | ---------------------- |
|             | منظمة التعاون الإسلامي                    | ?                    | ?                      |
|             | الاتحاد البريدي العالمي                   | ?                    | ?                      |
|             | يونسكو                                    | 26 نوفمبر 1956       | 22 مايو 1992           |
|             | البنك الدولي للإنشاء والتعمير             | 5 سبتمبر 1957        | 23 يوليو 1992          |
|             | وكالة ضمان الاستثمار متعدد الأطراف        | 7 نوفمبر 1991        | 12 أغسطس 1993          |
|             | الاتحاد الدولي للاتصالات                  | 23 أكتوبر 1957       | 23 فبراير 1993         |
|             | منظمة الشرطة الجنائية الدولية             | ?                    | ?                      |
|             | مؤسسة التمويل الدولية                     | 21 أكتوبر 1960       | 30 سبتمبر 1993         |
|             | الأمم المتحدة                             | 12 نوفمبر 1956       | 2 مارس 1992            |
|             | مؤسسة التنمية الدولية                     | 24 سبتمبر 1960       | 23 يوليو 1992          |
|             | الفريق المعني برصد الأرض                  | ?                    | ?                      |
|             | منظمة حظر الأسلحة الكيميائية              | ?                    | ?                      |
|             | المركز الدولي لتسوية المنازعات الاستشارية | 9 مايو 1973          | 21 أكتوبر 2000         |

## وصلات خارجية
- موقع وزارة الخارجية السودانية
- موقع وزارة الخارجية الكازاخستانية